# Kiedyś
Kiedyś – album kompilacyjny Mieczysława Szcześniaka, wydany w 23 marca 2002 roku nakładem wytwórni płytowej EMI Music Poland. Album zawiera 18 kompozycji wokalisty, w tym utwór „Dumka na dwa serca” wykonywany w duecie wraz z Edytą Górniak, będący soundtrackiem filmu Ogniem i mieczem w reżyserii Jerzego Hoffmana.

## Lista utworów
Opracowano na podstawie materiału źródłowego.
1. „Przyszli o zmroku” – 5:09 (muz. K.Dębski, sł. J.Cygan)
2. „To moja magia” (wraz z Lorą Szafran) – 4:42 (muz. Z.Jakubek, sł. J.Cygan)
3. „Przed śniadaniem” – 3:40 (muz. J.J.Dobrzyński, sł. J.Holm)
4. „Jungle music II” (wraz z Walk Away) – 3:17 (muz. J.J.Dobrzyński, sł. J.Siemasz)
5. „Twoje Miłowanie” (wraz z Chili My) – 4:15 (muz. i sł. Jacek Wąsowski)
6. „Twoja miłość” (wraz z New Life’m) – 4:19  (muz. J.Mencel, sł. B.Mencel, M.Szcześniak)
7. „Raduj się świecie” (wraz z Kayah) – 2:44 (muz. G.F Händel, sł. pl. P.Zarecki)
8. „Kiedyś” – 4:19 (muz. A.Menken, sł. pl. M.Kudła)
9. „Nie płoszcie miłości” (wraz z Kayah) – 4:35 (muz. K.Maciejowski sł. M.Szcześniak)
10. „Przytul mnie mocno” – 2:49 (muz. S.Krajewski, sł. W.Ziembicki)
11. „Kocham” (tylko Ciebie) – 3:44 (muz. M.Szcześniak, P.Kominek, sł. M.Szcześniak)
12. „Za-czekam” – 3:50  (muz. P.Kellaer, sł. M.Szcześniak, D.Szpetkowska, J.Skubikowski)
13. „No co Ty na to?” – 3:25 (muz. i sł. Mieczysław Szcześniak)
14. „Maj się (piosenka niemałegojużksięcia)” – 4:12 (muz. M.Szcześniak, P.Kominek, sł. M.Szcześniak)
15. „Nadzieja moja” – 3:48 (muz. i sł. Mieczysław Szcześniak)
16. „Spoza nas (Wiersz z banałem w środku)” – 3:45 (muz. M.Szcześniak, sł. J.Twardowski)
17. „Prababcia” – 4:07  (muz. i sł. Mieczysław Szcześniak)
18. „Dumka na dwa serca” (wraz z Edytą Górniak) – 4:16 (muz. K.Dębski, sł. J.Cygan)